# Yolgeçen, Seyhan
Yolgeçen là một xã thuộc huyện Seyhan, tỉnh Adana, Thổ Nhĩ Kỳ.